# Valenciennea strigata
Valenciennea strigata är en fiskart som först beskrevs av Pierre Marie Auguste Broussonet 1782.  Valenciennea strigata ingår i släktet Valenciennea och familjen smörbultsfiskar. Inga underarter finns listade i Catalogue of Life.

## Bildgalleri

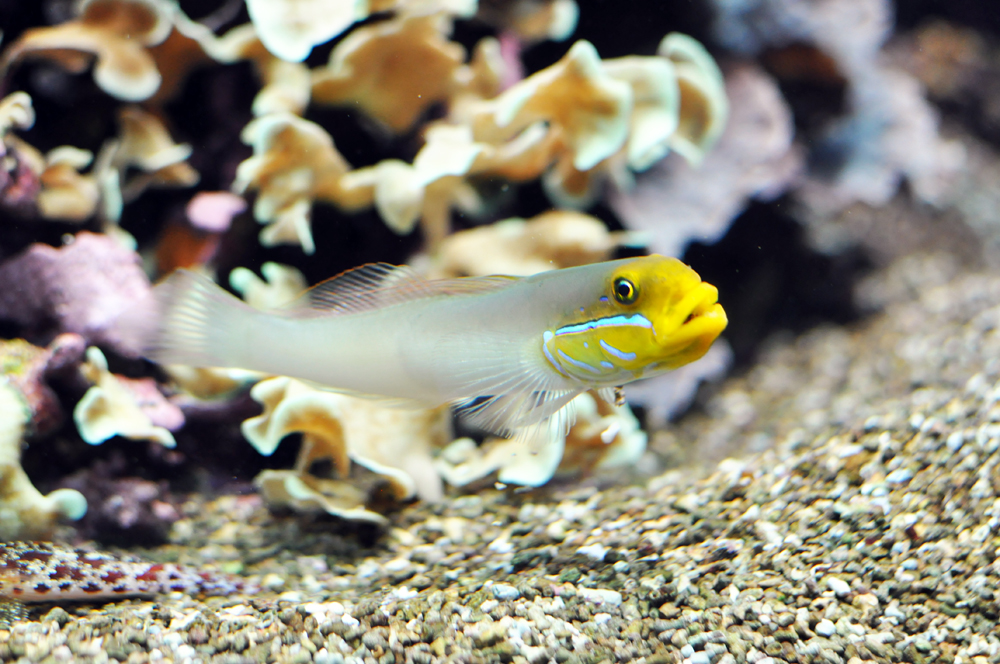